# Saint-Christophe-la-Couperie
Saint-Christophe-la-Couperie és un municipi francès situat al departament de Maine i Loira i a la regió de País del Loira. L'any 2007 tenia 686 habitants.

## Demografia

### Població
El 2007 la població de fet de Saint-Christophe-la-Couperie era de 686 persones. Hi havia 246 famílies de les quals 43 eren unipersonals (26 homes vivint sols i 17 dones vivint soles), 82 parelles sense fills, 112 parelles amb fills i 9 famílies monoparentals amb fills.
La població ha evolucionat segons el següent gràfic:
Habitants censats

### Habitatges
El 2007 hi havia 267 habitatges, 248 eren l'habitatge principal de la família, 8 eren segones residències i 12 estaven desocupats. 260 eren cases i 6 eren apartaments. Dels 248 habitatges principals, 191 estaven ocupats pels seus propietaris i 57 estaven llogats i ocupats pels llogaters; 3 tenien una cambra, 4 en tenien dues, 32 en tenien tres, 80 en tenien quatre i 128 en tenien cinc o més. 208 habitatges disposaven pel capbaix d'una plaça de pàrquing. A 98 habitatges hi havia un automòbil i a 140 n'hi havia dos o més.

### Piràmide de població
La piràmide de població per edats i sexe el 2009 era:
| Homes | Edats   | Dones |
| ----- | ------- | ----- |
| 0     | 95 o +  | 0     |
| 0     | 90 a 94 | 0     |
| 4     | 85 a 89 | 8     |
| 4     | 80 a 84 | 4     |
| 4     | 75 a 79 | 4     |
| 4     | 70 a 74 | 12    |
| 16    | 65 a 69 | 12    |
| 8     | 60 a 64 | 16    |
| 0     | 55 a 59 | 0     |
| 20    | 50 a 54 | 16    |
| 20    | 45 a 49 | 8     |
| 4     | 40 a 44 | 12    |
| 20    | 35 a 39 | 8     |
| 24    | 30 a 34 | 20    |
| 28    | 25 a 29 | 24    |
| 16    | 20 a 24 | 12    |
| 24    | 15 a 19 | 4     |
| 8     | 10 a 14 | 8     |
| 12    | 5 a 9   | 8     |
| 28    | 0 a 4   | 16    |

## Economia
El 2007 la població en edat de treballar era de 454 persones, 363 eren actives i 91 eren inactives. De les 363 persones actives 336 estaven ocupades (191 homes i 145 dones) i 26 estaven aturades (6 homes i 20 dones). De les 91 persones inactives 34 estaven jubilades, 27 estaven estudiant i 30 estaven classificades com a «altres inactius».

### Ingressos
El 2009 a Saint-Christophe-la-Couperie hi havia 266 unitats fiscals que integraven 750,5 persones, la mediana anual d'ingressos fiscals per persona era de 15.498 €.

### Activitats econòmiques
Dels 17 establiments que hi havia el 2007, 3 eren d'empreses de fabricació d'altres productes industrials, 2 d'empreses de construcció, 4 d'empreses de comerç i reparació d'automòbils, 2 d'empreses de transport, 3 d'empreses de serveis, 1 d'una entitat de l'administració pública i 2 d'empreses classificades com a «altres activitats de serveis».
Dels 4 establiments de servei als particulars que hi havia el 2009, 1 era un taller de reparació d'automòbils i de material agrícola, 1 paleta i 2 perruqueries.
L'únic establiment comercial que hi havia el 2009 era una botiga de menys de 120 m².
L'any 2000 a Saint-Christophe-la-Couperie hi havia 23 explotacions agrícoles que ocupaven un total de 627 hectàrees.

## Equipaments sanitaris i escolars
El 2009 hi havia una escola elemental.

## Poblacions més properes
El següent diagrama mostra les poblacions més properes.